# Antonino Pulvirenti
Antonino Pulvirenti, detto Nino (Catania, 24 febbraio 1962) è un imprenditore e dirigente sportivo italiano.

## Biografia
Nasce a Catania nel 1962 da piccoli imprenditori agricoli, ma ha sempre vissuto a Belpasso, cittadina nell'omonima provincia. Diplomato in ragioneria, si iscrive successivamente alla facoltà universitaria di giurisprudenza, che in seguito abbandona per darsi all'attività di commerciante: nel 1984, a soli ventidue anni, apre un negozio di alimentari a Belpasso affiliato a Standa, a cui fa seguito l'apertura di altri due punti vendita a Mascalucia e Aci Sant'Antonio, nel Catanese.
Nel 1991, diventa socio ed amministratore delegato della Torrisi Alimentari S.p.A. di Belpasso, che controllava la catena di supermercati Punto Convenienza, che possedeva 30 punti vendita in Sicilia. Nel 1995, rivende le sue attività alla Standa e fonda a Belpasso la società Meridi S.r.l.; crea una catena di hard discount con il nome Fortè, che si espande nel giro di pochissimi anni arrivando a contare nel 2001 una rete di 100 punti vendita in tutta l'Italia meridionale. Pulvirenti è stato il primo ad introdurre in Sicilia il modello dei discount alimentari, e Meridi, contava due centri di distribuzione a Belpasso e a Roma.
Nel 1996, Pulvirenti crea la sua holding, la UDA Finaria - di cui Meridi diviene una sua controllata - ed orienta la propria attività imprenditoriale verso altri settori, che spaziano da quello alberghiero e ristoratore, con la creazione di alberghi, a quello dei trasporti, con la fondazione nel 2003 della Wind Jet, compagnia aerea low cost. Il Gruppo Finaria diviene negli anni 2000 la maggiore impresa privata della provincia di Catania, per fatturato e dimensioni. Pulvirenti, che in un ventennio è stato capace di sviluppare un gruppo imprenditoriale di notevoli dimensioni, ha ricevuto il premio di "imprenditore dell'anno 2006 per la Sicilia", assegnatogli a Palermo da Capital e Class Editori.

### Attività nel calcio
(Nino Pulvirenti, da La Sicilia del 22 maggio 2000)
Pulvirenti, appassionato di calcio, da giovane ha giocato nelle giovanili della locale squadra di calcio del Belpasso. Ma la sua attività in ambito calcistico ha ufficialmente inizio nell'agosto 1995, quando assume il ruolo di presidente del Club Calcio Belpasso, formazione che in quell'anno militava nel girone B del campionato di Eccellenza, in cui subentra ad Alfio Lipera. La sua presidenza del Belpasso dura appena tre stagioni: nel febbraio 1998 la sua holding Finaria acquisisce il 60% delle quote dell'Associazione Sportiva Acireale, che militava nel girone B del campionato di Serie C1, e di cui diventa presidente.
A causa dei tanti debiti, Pulvirenti è costretto a ricostruire la società, provvedendo lui stesso a risanare la situazione finanziaria. Il primo anno la squadra acese, giunta ultima in campionato, subisce la retrocessione diretta in Serie C2, dopo una militanza di otto stagioni fra Serie C1 e Serie B. Nel maggio 2001, l'Acireale Calcio viene ceduto al noto produttore cinematografico fiorentino Vittorio Cecchi Gori, ma il passaggio di proprietà a quest'ultimo dura appena due mesi, poiché Cecchi Gori non si era presentato dal notaio per formalizzare l'acquisizione del club etneo; Pulvirenti intraprende successivamente un'azione giudiziaria contro Cecchi Gori con richiesta di sequestro delle azioni della Fiorentina, rigettata dai magistrati, ma a seguito di lodo arbitrale del 2003 ottiene il pagamento della penale di 1 miliardo di lire (500.000 euro) da parte di Cecchi Gori, che era stata stabilita nell'accordo per la cessione del club. Dopo tre campionati in Serie C2, l'Acireale viene promosso in Serie C1 al quarto campionato.
Nel maggio 2000, Pulvirenti aveva provato ad acquistare il Catania, ma infastidito per il protrarsi delle trattative da parte degli Eredi Massimino, si ritira dalla corsa per rilevare il club rossoazzurro, e nonostante abbia fatto la stessa offerta di Luciano Gaucci (7 miliardi di lire), viene scavalcato da quest'ultimo. Ma dopo quattro anni esatti, nel maggio 2004, Pulvirenti abbandona improvvisamente l'Acireale (che cerca di rivendere a Cecchi Gori), alla vigilia della gara contro la Viterbese, valevole per i play-off del girone B della Serie C1, per acquistare il Catania che rileva dai Gaucci attraverso la holding Finaria per 15 milioni di euro.
A Catania si presenta con un piano ambizioso di rilancio su base triennale; porta con sé dirigenza (tra cui l'amministratore delegato Pietro Lo Monaco, da anni suo braccio destro), giocatori e l'allenatore Maurizio Costantini nel tentativo di ripetere i fatti visti con l'Acireale. Alla prima stagione il Catania si mantenne a metà classifica, mentre al termine della stagione 2005-2006 il Catania conquista la promozione in Serie A, grazie ad un campionato disputato quasi per intero ai vertici. Dalla stagione 2006-2007 a quella 2013-2014, il Catania è riuscito a mantenere la categoria, battendo il record di permanenza in massima serie della società.
Nel dicembre 2010, la stampa lo annuncia come nuovo azionista di maggioranza del Córdoba, società calcistica spagnola, ma la notizia viene smentita dalla società etnea.
Nella sua gestione fa costruire anche il nuovo centro sportivo Torre del Grifo Village, a Mascalucia (CT) , inaugurato il 18 maggio 2011.
Nel giugno 2015, Pulvirenti, travolto da un'inchiesta giudiziaria, rassegna le dimissioni da presidente del Calcio Catania, di cui ne conserva comunque la proprietà. Dell'organico della società rossoazzurra, Pulvirenti ne torna a far parte nell'ottobre 2019 come membro del consiglio di amministrazione.

### Vita privata
Pulvirenti è padre di quattro figli, due dei quali avuti dall'attuale compagna, l'ex modella e showgirl catanese Desirèe Ferlito. I due figli più grandi li ha avuti dalla ex moglie e da una successiva relazione.

## Controversie
- Nel 1987-88, i suoi supermercati di Mascalucia e Aci Sant'Antonio sono stati oggetto di atti intimidatori, di rapine e di estorsioni da parte di elementi della criminalità organizzata locale. Diversi anni più tardi, sarà chiamato testimoniare per gli attentati alla Standa di Catania, e per la sua vicenda personale[32]; le sue dichiarazioni poi confluiranno nel volume di Peter Gomez e Marco Travaglio, L'amico degli amici.[33]

- Nell'ottobre del 1993, Pulvirenti è stato arrestato dalla Guardia di Finanza, a seguito dell'emissione di un ordine di custodia cautelare, con l'accusa di estorsione e calunnie ai danni di sindacalisti della CGIL.[34]

- Dopo l'acquisto del Calcio Catania nel 2004, a suo carico scattarono due processi, uno per evasione fiscale[35], l'altro per frode fiscale.[36] Nel primo caso, secondo l'accusa, Pulvirenti avrebbe suddiviso le quote calcistiche su altre società della filiera per risparmiare sull'imposta sul reddito; il giudice accerterà l'assenza di reato.[37] Nel secondo caso, secondo l'accusa dei magistrati, l'imprenditore fece precedere la trattativa per il Calcio Catania dall'acquisto del marchio Papizzo: "un'operazione simulata utile a creare scorte all'estero", secondo la Repubblica.[36] Il processo lo vedrà pienamente assolto, poiché il fatto non sussiste.[38]

- Nel 2005, è stato al centro di una dura contestazione da parte del personale di Wind Jet per presunte minacce e comportamenti anti-sindacali.[39]

- Il 22 gennaio 2013, Pulvirenti viene deferito alla Disciplinare dal Procuratore Federale della FIGC per aver "espresso pubblicamente giudizi e rilievi lesivi della reputazione del presidente della Juventus, Andrea Agnelli".[40] Il 14 maggio, gli vengono consegnate le chiavi della città di Catania per i traguardi in ambito sportivo.[41]

- Nel marzo 2015, con il Catania al terz'ultimo posto nel campionato cadetto, alla sede di Torre del Grifo viene recapitata una busta contenente minacce di morte e due proiettili e Pulvirenti denuncia il fatto alla polizia.[42] Il telefono del presidente etneo viene messo sotto controllo e in questo modo la polizia scopre per caso un giro di scommesse dello stesso Pulvirenti e dei suoi dirigenti per salvare il club dalla retrocessione.[43]

- Il 23 giugno 2015, viene arrestato e posto agli arresti domiciliari per truffa e frode sportiva, insieme ad altri dirigenti del club etneo (tra cui l'ex ds Daniele Delli Carri e l'ad Pablo Cosentino) con l'accusa di aver comprato alcune partite del campionato di Serie B 2014-2015.[44] Nell'interrogatorio del 29 giugno seguente, confessa di aver provato a comprare 5 partite a 100.000 euro l'una per evitare la retrocessione del club etneo negando di aver mai fatto scommesse.[45] Il 3 luglio gli sono revocati i domiciliari, mantenendo l'obbligo di firma e il divieto di espatrio.[46]

- Il 15 luglio 2015, Pulvirenti è stato iscritto al registro degli indagati per rispondere al Tribunale di Catania di bancarotta fraudolenta in relazione alla gestione societaria di Wind Jet e alla holding del gruppo che dirige, Finaria.[47][48]

- L'11 agosto 2015, il questore di Catania, Marcello Cardona, firma per Pulvirenti e Cosentino il daspo da stadi e manifestazioni pubbliche per 5 anni "per preservarne l'incolumità viste le ultime manifestazioni di protesta contro di loro"; inoltre il procuratore federale Stefano Palazzi chiede per lui 5 anni di squalifica senza radiazione vista la collaborazione.[49][50] In primo grado, il 20 agosto riceve 5 anni di inibizione e ammenda di 300.000 euro. La settimana seguente, rinuncia al ricorso restando inibito per 5 anni.[51]

- Pulvirenti, insieme all'amministratore delegato di Wind Jet, Stefano Rantuccio, è arrestato il 29 gennaio 2016 dalla Guardia di Finanza per il crac della compagnia aerea, con l'accusa di bancarotta fraudolenta, su disposizione dei magistrati catanesi, e posto ai domiciliari.[52]